# Philippe le Clément de Taintignies

Wapen van de familie Le Clément de Taintignies et Le Clément de Saint-Marcq

Philippe Marie Joseph le Clément de Taintignies (Rijsel, 14 januari 1751 - Taintignies, 27 april 1832) was een edelman en burgemeester met zowel Franse als Zuid-Nederlandse wortels.

## Levensloop
De familie Le Clément behoorde minstens vanaf de zeventiende eeuw tot de adel in Artesië en Frans-Henegouwen. Philippe Le Clément verkreeg in 1692 de erfelijke titel ridder vanwege koning Lodewijk XIV van Frankrijk.
Een kleinzoon, ridder Philippe-Alexandre le Clément, was heer van Saint-Marcq en Taintignies, majoor in een Artesisch regiment en getrouwd met Marie-Thérèse d'Ostrel, vrouwe van Flers. Hun zoon, Philippe Marie Joseph Le Clément, verkreeg de titel baron in de Oostenrijkse Nederlanden.
In 1776 trouwde Philippe Marie Joseph in Rijsel met Marie-Thérèse Blondel de Drouhet (1757-1789). Het echtpaar ging wonen in het Noord-Franse Féchain en kreeg er een dochter en twee zoons.
Onder het ancien régime volgde Philippe Marie Joseph zijn vader op als heer van Saint-Marcq en van de baronie Taintignies in Henegouwen. Na 1800 werd hij maire van zijn vroegere baronie, nu een gemeente geworden, en na 1815 bleef hij er burgemeester.
In 1816 had Le Clément definitief voor de Zuidelijke Nederlanden gekozen en behoorde tot de eerste groep die in het Verenigd Koninkrijk der Nederlanden erkend werd in de erfelijke adel. Hij kreeg de titel baron, overdraagbaar bij eerstgeboorte, en werd benoemd in de Ridderschap van de provincie Henegouwen.
Samen met hem werd zijn zoon Auguste le Clément de Taintignies (1779-1828) in 1816 in de adel opgenomen. Hij was in 1807 getrouwd met Joséphine de Béthune (1782-1847), dochter van prins Eugène de Béthune Hesdigneul. Het echtpaar had drie dochters.
De tweede zoon, Louis Le Clément (1789-1834), was page aan het Franse hof, Frans cavalerieofficier en ordonnansofficier van Napoleon I. Hij volgde in 1832 zijn vader op in de baronstitel. Zijn huwelijk met Amélie de Ville resulteerde in twee dochters en een zoon. En aangezien die zoon, Philippe Le Clément (1823-1869), Belgisch diplomaat geworden, uit zijn huwelijk met Mathilde Walsh drie dochters had, was hij de laatste mannelijke naamdrager Le Clément de Taintignies.